# Acanthodactylus yemenicus
Acanthodactylus yemenicus este o specie de șopârle din genul Acanthodactylus, familia Lacertidae, ordinul Squamata, descrisă de Alfredo Salvador în anul 1982. A fost clasificată de IUCN ca specie cu risc scăzut. Conform Catalogue of Life specia Acanthodactylus yemenicus nu are subspecii cunoscute.